# Eliecer Ortega
Eliecer Enrique Ortega Barrueto (Antofagasta, Región de Antofagasta, Chile 28 de noviembre de 1929 - Tomé, Región del Biobío, Chile 28 de febrero de 1986), más conocido como Enrique Ortega, fue un comerciante, político y alcalde chileno.

## Vida
Fue hijo de Leopoldo Ortega Vigeras y de Blanca Barrueto Peña. Estudió en la Escuela Industrial de Pesca de San Vicente donde egresó de Patrón de Pesca de Altamar. En 1946, junto a su madre y hermanos, se radicó en Tomé, dedicándose a la comercialización de vino chileno y frutos del país en el barrio de Frutillares. Entre sus actividades fue dirigente del Club Deportivo Flecha y en la Sociedad de Socorros Mutuos "Unión y Progreso".
Durante doce años trabajó como periodista en las radios Simón Bolívar y Araucanía de Concepción.
Fue elegido regidor de la comuna de Tomé y ejerce el cargo entre 1963 a 1964. Entre 1964 y 1967, asume como alcalde. Mantuvo amistad con el pintor y grabador tomecino Rafael Ampuero. Falleció en Tomé de un paro cardiaco.

### Matriminio e hijos
Casado con Tegualda Chandía González, hija del político chileno Juan Chandía, con quien tuvo dos hijos: Jacqueline Loreto y Mauricio Enrique. 

## Obras
- Construcción de las escuelas de Cocholgüe, Caleta Coliumo, El Santo e Irene Frei.
- Pavimentación camino Tomé-Lirquén.
- Ampliación de la Plaza Arturo Prat de Tomé.
- Decreto de Creación del Liceo (Instituto) Comercial Tomé.